# Gametis jucunda
Gametis jucunda är en skalbaggsart som beskrevs av Franz Faldermann 1835. Gametis jucunda ingår i släktet Gametis, och familjen Cetoniidae. Inga underarter finns listade i Catalogue of Life.

## Bildgalleri

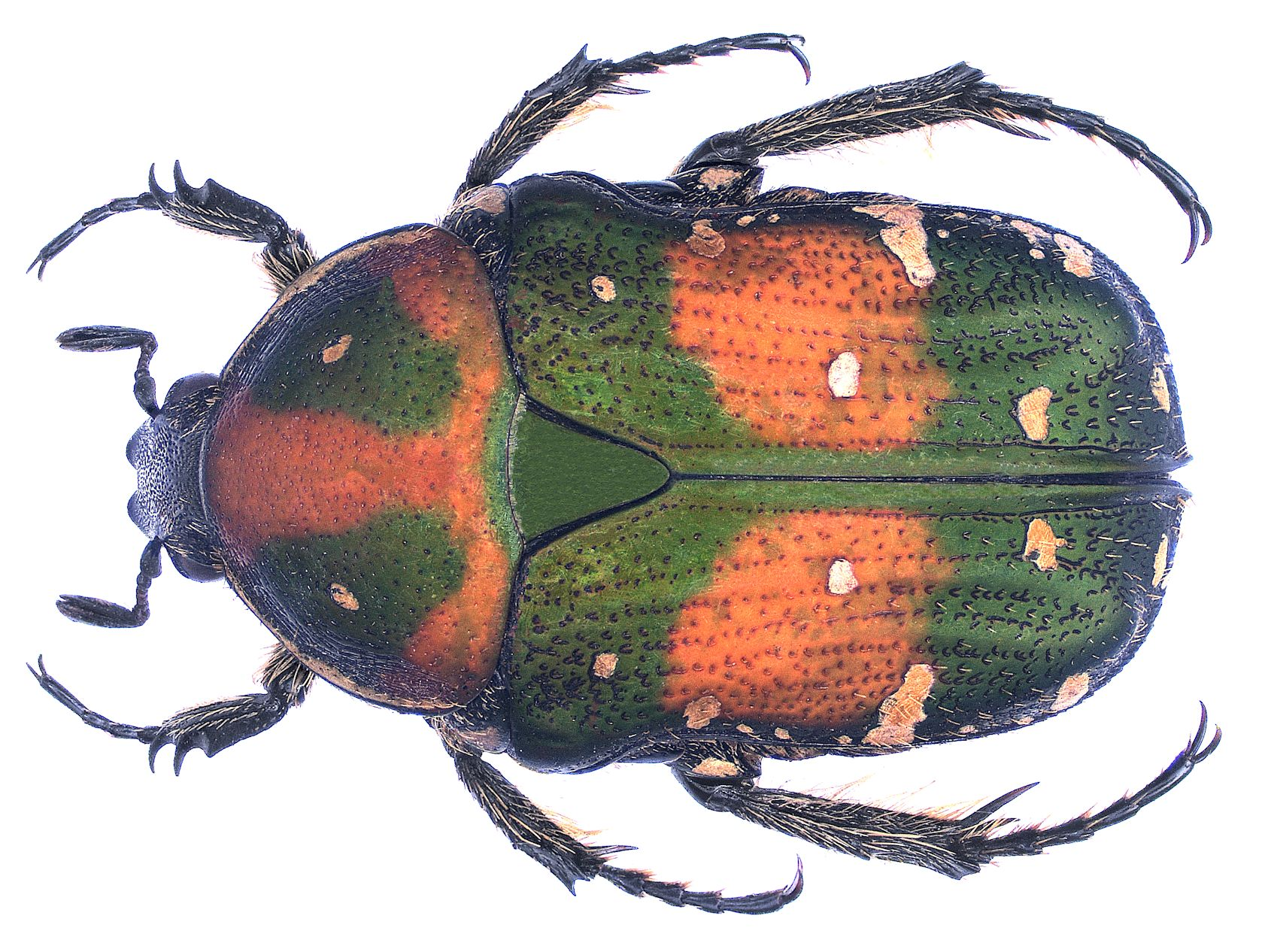
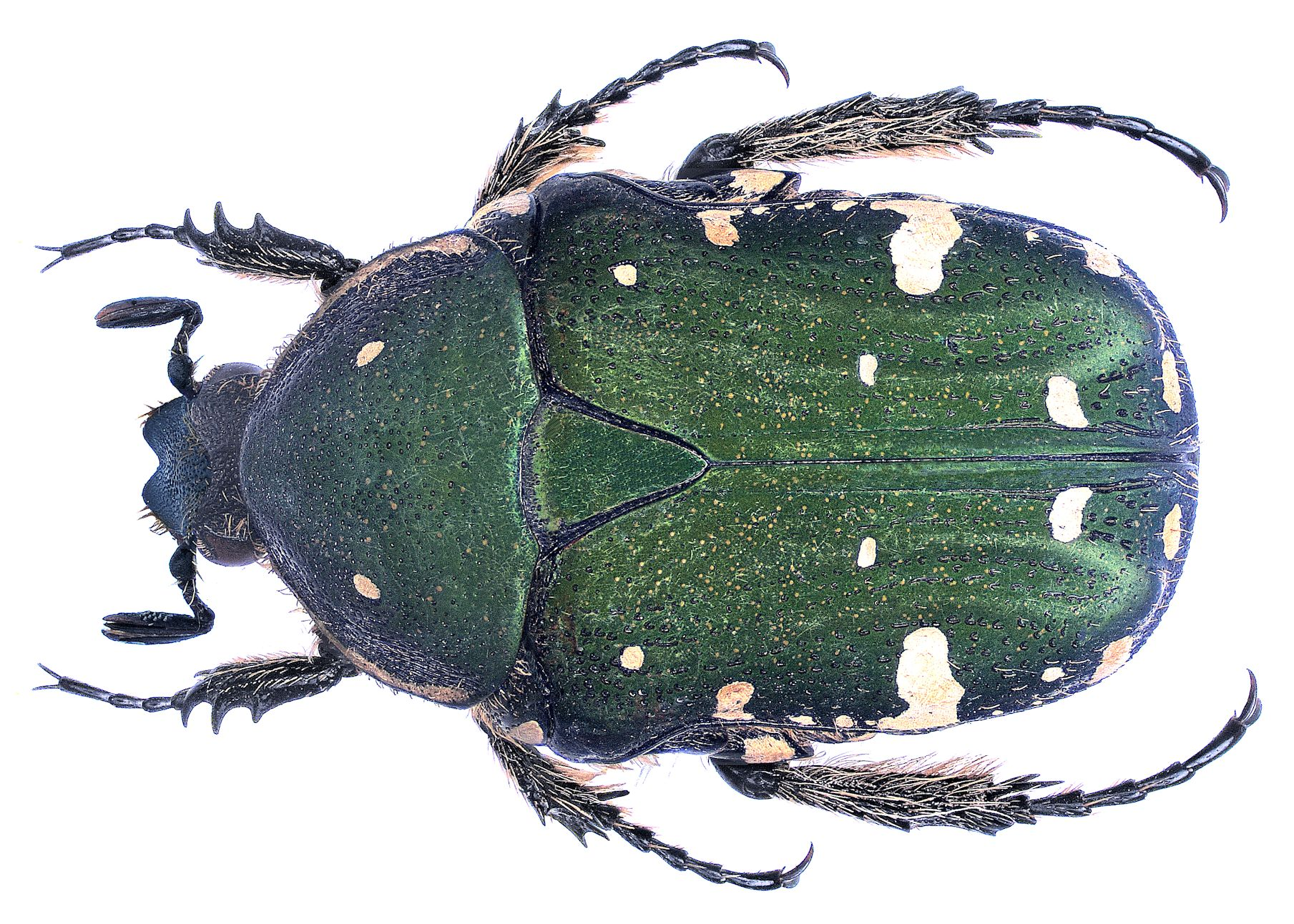
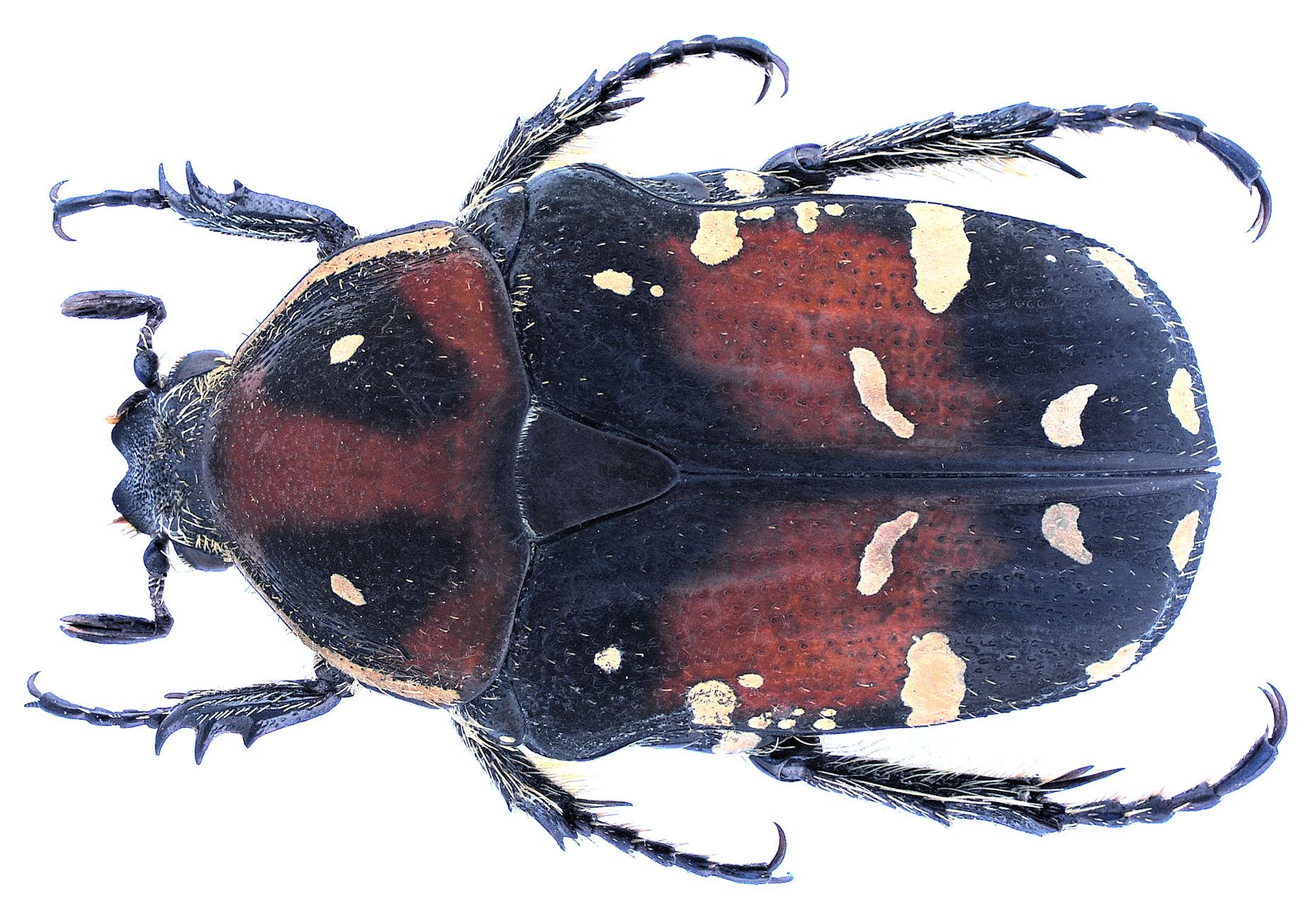
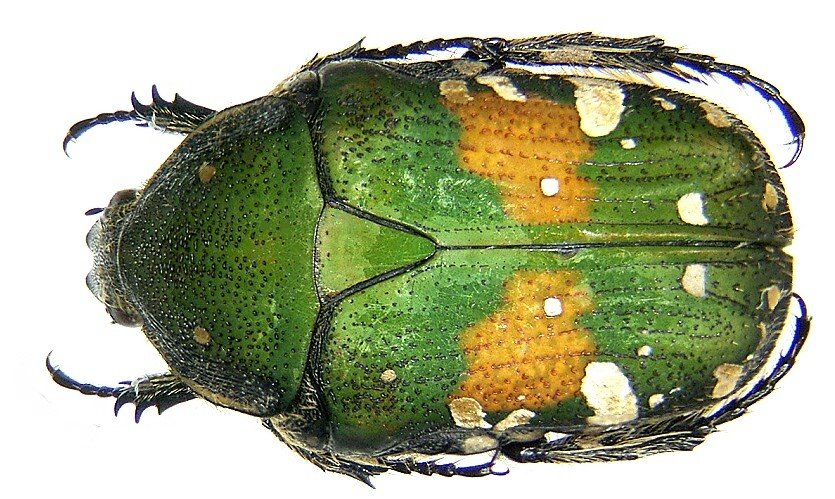
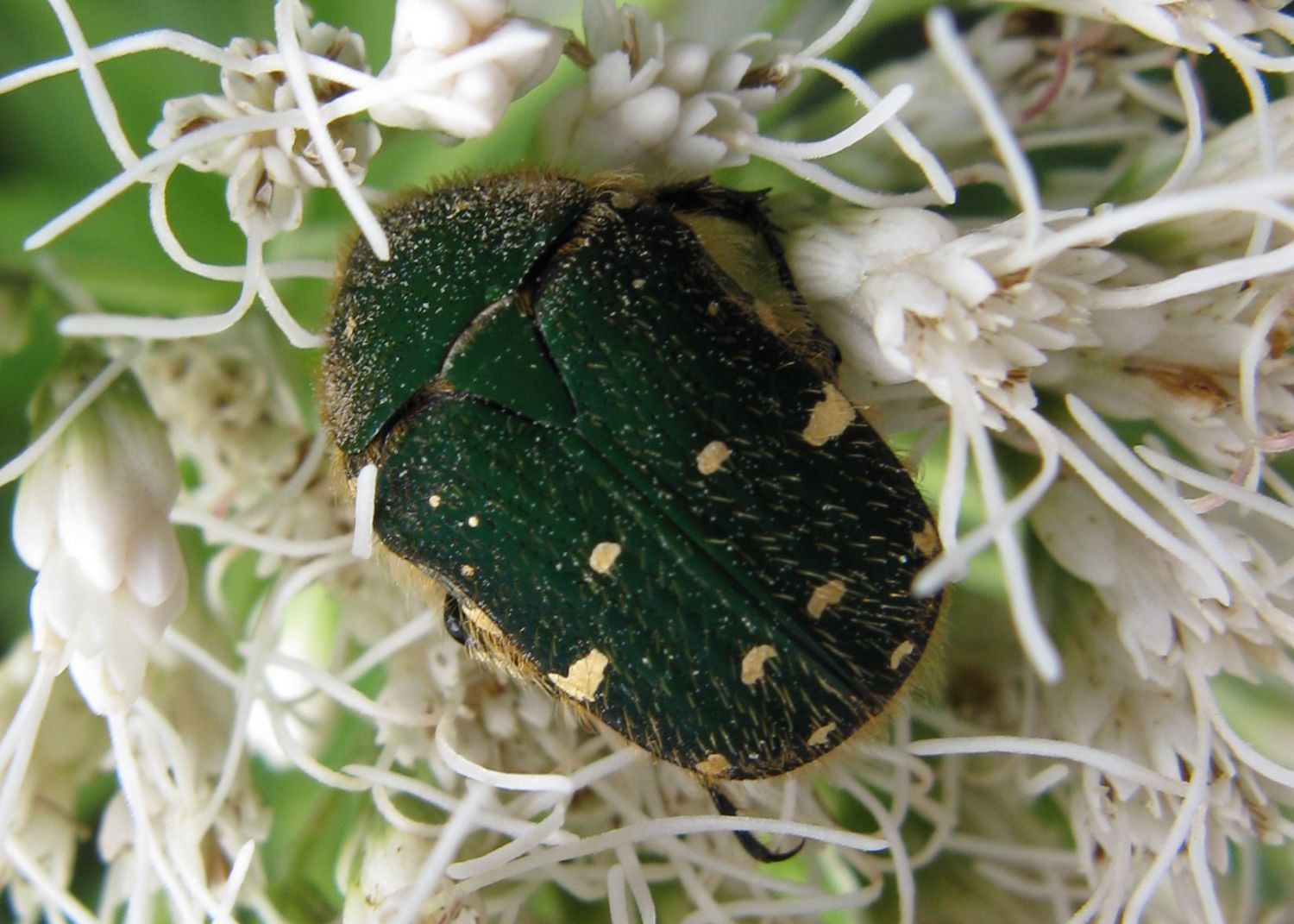
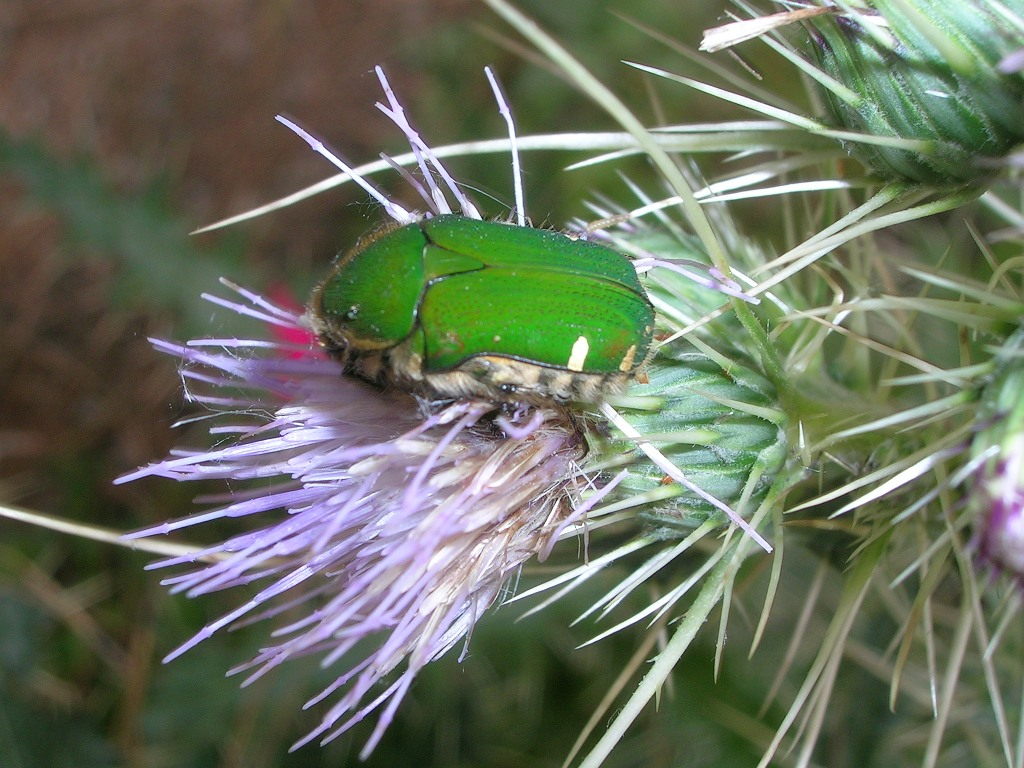